# Rabino-Chefe
Rabino-Chefe é um título dado em muitos países para o reconhecido líder religioso da comunidade judaica do país ou a um líder rabínico designado pelas autoridades seculares locais. Desde 1911, através de uma capitulação pelo rabino Uziel, Israel teve dois rabinos-chefe, um asquenaze e um sefardita.